# Metabolòmica
La metabolòmica és l'estudi sistemàtic de les empremtes químiques úniques que deixen processos cel·lulars específics; concretament, l'estudi dels seus perfils de metabòlits de molècula petita. El metaboloma representa el conjunt de tots els metabòlits d'un organisme biològic, que són els productes finals de la seva expressió gènica. Així doncs, mentre que les dades d'expressió gènica d'ARNm i les anàlisis proteòmiques no donen una visió global del que pot passar dins una cèl·lula, el perfilatge metabòlic pot donar un balanç instantani de la fisiologia de la cèl·lula. Un dels reptes de la biologia de sistemes i la genòmica funcional és integrar la informació proteòmica, transcriptòmica i metabolòmica per a donar una visió més completa dels éssers vius.